# Sinopoda deminutiva
Sinopoda deminutiva – gatunek pająka z rodziny spachaczowatych i podrodziny Heteropodinae.

## Taksonomia
Gatunek ten opisany został po raz pierwszy w 2020 roku przez Elenę Grall i Petera Jägera na łamach „Zootaxa”. Jako miejsce typowe wskazano jaskinię Tham Mankhone na terenie Lak Sao w laotańskiej prowincji Bolikhamxai. Epitet gatunkowy oznacza po łacinie „zdrobniała”.

## Morfologia
Jedyny zmierzony okaz jest samcem o ciele długości 10 mm przy prosomie długości 4,7 mm i szerokości 4 mm. U okazu przechowywanego w alkoholu karapaks jest żółtawobiały z brązową przednią krawędzią, szczękoczułki są żółtawobiałe z żółtawobrązowymi bokami, nogogłaszczki i odnóża żółtawobiałe, sternum białawożółte z jasnobrązowymi brzegami, natomiast opistosoma (odwłok) z wierzchu szara z jasnym nakrapianiem i białym paskiem podłużnym, a od spodu szara z żółtym przodem. Wszystkie oczy są zredukowane i tylko przednio-środkowa para ma w pełni zachowaną pigmentację. Szczękoczułki mają trzy zęby na krawędzi przedniej i cztery na tylnej. Nogogłaszczki samca mają apofizę retrolateralną goleni o długiej, smukłej, prostej w widoku brzusznym i zakrzywionej w widoku tylno-bocznym gałęzi grzbietowej oraz niemal o połowę krótszej od niej, w widoku brzusznym zwężającej się, w widoku tylno-bocznym zaokrąglonej, nierozwidlonej gałęzi brzusznej. Cymbium jest wydłużone. Stosunkowo nieduże tegulum nie nakrywa nasady embolusa i ma wyrastający na godzinie pierwszej konduktor. Spermofor jest w widoku brzusznym tylko bardzo słabo zakrzywiony. Apofiza emboliczna jest na szczycie zakrzywiona w widoku brzusznym. Embolus jest krótszy i pięciokrotnie cieńszy od apofizy embolicznej, prawie prosty, o niezmodyfikowanym wierzchołku.

## Rozprzestrzenienie
Pająk orientalny, endemiczny dla Laosu, znany tylko z lokalizacji typowej na terenie prowincji Bolikhamxai. Odnaleziony został w niewielkiej jaskini na wysokości 501 m n.p.m.